# Краковский департамент

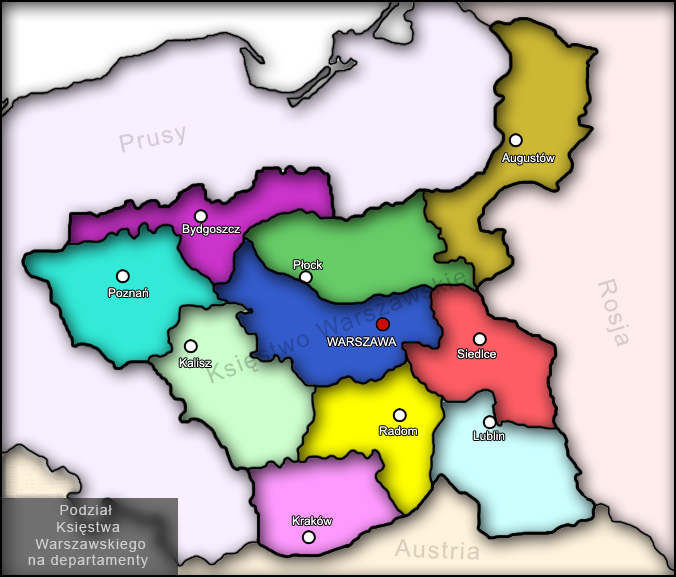
Административное деление Варшавского герцогства (1810–1815).

Краковский департамент (пол. Departament krakowski) - департамент Варшавского герцогства в 1809–1815 годах.
Был сформирован после захвата Новой Галиции в 1809 в ходе войны с Австрией, влючал в себя районы Кракова и Замосця.
В 1815 году по итогам Венского конгресса территория была разделена между вошедшим в Царство Польское Краковским воеводством и Вольным городом Краков.
Департамент состоял из 11 поветов:
- Гебдувский,
- Енджеювский,
- Краковский,
- Кшешовицский,
- Мехувский,
- Олькушский,
- Скальмежицский,
- Стопницкий,
- Шидловский,
- Пилицкий (передан из калишского департамента),
- Лелювский повят (передан из калишского департамента)